# Президентские выборы в Казахстане (2019)
Внеочередные выборы Президента Республики Казахстан (каз. Қазақстан Республикасы Президентінің кезектен тыс сайлауы) состоялись 9 июня 2019 года согласно Указу президента № 18 от 9 апреля 2019 года «О назначении внеочередных выборов президента Республики Казахстан».
Первые в истории Казахстана президентские выборы без участия победителя всех предыдущих выборов  Нурсултана Назарбаева.

## Назначение внеочередных выборов
На внеочередных выборах, которые состоялись 26 апреля 2015 года, победу с результатом 97,7 % избирателей победу одержал — Нурсултан Назарбаев. Он был избран на пятилетний срок.
4 февраля 2019 года президент Назарбаев обратился в Конституционный совет с вопросом о трактовке положений конституции страны о прекращении полномочий президента, так как в тексте основного закона страны не было прямо прописано, при каких условиях по своей доброй воле президент может уйти в отставку. 15 февраля Конституционный совет предоставил ответ на запрос, из которого следовало, что «из Основного закона вытекает право главы государства выходить в отставку» и такой выход является основанием досрочного прекращения полномочий президента.
19 марта 2019 года Нурсултан Назарбаев подписал указ о сложении полномочий президента с 20 марта 2019 года по собственному желанию. В своём обращении к народу Назарбаев заявил:
Я принял решение прекратить свои полномочия в качестве Президента. В этом году исполнится 30 лет, как я занимаю самый высокий пост. Народ дал мне возможность быть первым президентом независимого Казахстана
С 20 марта 2019 года действующим Президентом Республики Казахстан, согласно Конституции, стал председатель Сената Касым-Жомарт Токаев. По Конституции, он должен был быть главой страны до окончания выборного срока Первого Президента Нурсултана Назарбаева. Очередные выборы президента Казахстана должны были пройти в апреле 2020 года.
20 марта 2019 года ОСДП призвала не допустить авторизации политической системы и развивать её путём усиления демократических институтов. Она предложила провести честные и демократические президентские и парламентские выборы.
9 апреля 2019 года в своём телеобращении к народу Казахстана Касым-Жомарт Токаев объявил о проведении внеочередных выборов, которые должны состояться 9 июня 2019 года. По словам президента это необходимо для снятия любой неопределённости. Перед тем, как огласить это решение, 8 апреля были проведены консультации с участием председателя сената парламента Дариги Назарбаевой, премьер-министра Аскара Мамина, председателя Конституционного Совета Кайрата Мами, заместителя председателя мажилиса парламента Владимира Божко. 9 апреля была также проведена встреча с руководством политических партий «Нур Отан», Демократической партии Казахстана «Ак жол», Коммунистической народной партии Казахстана и Народно-демократической патриотической партии «Ауыл».

## Финансирование
На проведение выборов, которые первоначально должны были пройти в 2020 году, планировалось потратить 8,8 млрд тенге. По словам вице-министра финансов Берика Шолпанкулова, ЦИК запросил 12 млрд. тенге на проведение досрочных выборов президента, из которых порядка 70 % средств будут потрачены на заработную плату сотрудникам избирательных округов. Увеличение затрат на выборы связано с увеличением минимальной заработной платы.
Каждому кандидату предполагалось выделение порядка 7,5 млн тенге, которые будут направлены на гарантированный доступ для выступления с предвыборными программами в СМИ. При этом расходы могут составить более заявленной суммы в связи с изменением рыночных цен.
15 апреля Правительство Казахстана объявило о выделении из резерва средств на проведение выборов в размере 9,4 млрд тенге, что на 2,6 млрд меньше суммы, которую запрашивал ЦИК.
Стоимость печати бюллетеней составила более 132 млн тенге. Всего было напечатано 12 миллионов бюллетеней, что на 1 % превышало количество граждан, обладающих избирательным правом.

## Календарный план проведения выборов
10 апреля 2019 года состоялось заседание Центральной избирательной комиссии Казахстана, на котором был утверждён план-график основных мероприятий по подготовке и проведению внеочередных выборов Президента Республики Казахстан, а также утверждены формы избирательных документов.
- 10 апреля — 28 апреля до 18:00 часов: выдвижение кандидатов;
- до 18:00 часов 11 мая: регистрация кандидатов;
- с момента регистрации кандидата — до конца 7 июня: предвыборная агитация;
- 8 июня: день тишины;
- 9 июня с 7:00 до 20:00 часов: день голосования;
- с 10 по 11 июня: подведение предварительных итогов;
- с 10 по 16 июня: установление результатов выборов и регистрация избранного президента.

## Выдвижение и регистрация кандидатов
Из шести зарегистрированных политических партий пять объявили о проведении съездов. 23 апреля — «Нур Отан», 24 апреля — «Ақ жол», 25 апреля — «Ауыл», 26 апреля — КНПК и ОСДП. Партия «Бірлік» отказалась от участия в президентских выборах в связи с недостаточностью времени для подготовки к проведению полноценного съезда партии.
17 апреля 2019 года Республиканское общественное объединение «Ұлы Дала Қырандары» выдвинуло кандидатом в президенты сопредседателя объединения, писателя — Садыбека Тугела.
23 апреля 2019 года Нурсултан Назарбаев объявил, что партия «Нур Отан» выдвигает действующего президента Токаева в качестве кандидата на выборах. Касым-Жомарт Токаев обратился в Конституционный совет за разъяснением засчёта срока проживания в Казахстане кандидата времени его работы в загранучреждениях республики и международных организациях. 25 апреля Конституционный совет постановил, что в пятнадцатилетний срок проживания засчитываются и периоды проживания за пределами Казахстана граждан, которые относятся к персоналу дипломатической службы Республики Казахстан и приравненных к ним лиц, направленных в международные организации.
24 апреля 2019 года Федерация профсоюзов Казахстана выдвинула в кандидаты в президенты председателя территориального объединения профсоюзов Западно-Казахстанской области Амангельды Таспихова.
24 апреля на съезде партии «Ақ жол» была утверждена кандидатура Дании Еспаевой. Она стала первой женщиной, выдвинутой кандидатом в президенты за всю историю Казахстана.
25 апреля 2019 года партия «Ауыл» на своём съезде выдвинула Толеутая Рахимбекова кандидатом в президенты Казахстана.
ОСДП на своём съезде решила не выдвигать кандидата, предложенного президиумом партии и отказалась принимать участие в выборах.
26 апреля 2019 года на съезде Коммунистической народной партии Казахстана снова был выдвинут кандидатом в президенты Жамбыл Ахметбеков, принимавший участие в президентских выборах 2011 года.
26 апреля РОО "Объединённое национал-патриотическое "Движение «Ұлт тағдыры» выдвинуло кандидатом в Президенты Амиржана Косанова.
Талгат Ералиев был одним из возможных кандидатов от партии «Ақ жол» и на партийном голосовании набрал 31 % голосов, уступив Дание Еспаевой. После этого 26 апреля он был выдвинут кандидатом в президенты от Союза строителей Казахстана.
| Кандидаты, выдвинутые политическими партиями и общественными объединениями | Кандидаты, выдвинутые политическими партиями и общественными объединениями              | Кандидаты, выдвинутые политическими партиями и общественными объединениями | Кандидаты, выдвинутые политическими партиями и общественными объединениями          | Кандидаты, выдвинутые политическими партиями и общественными объединениями | Кандидаты, выдвинутые политическими партиями и общественными объединениями |
| Кандидат                                                                   | Деятельность/должность (на момент выдвижения)                                           | Субъект выдвижения                                                         | Статус                                                                              | Дата подачи                                                                | Дата регистрации                                                           |
| -------------------------------------------------------------------------- | --------------------------------------------------------------------------------------- | -------------------------------------------------------------------------- | ----------------------------------------------------------------------------------- | -------------------------------------------------------------------------- | -------------------------------------------------------------------------- |
| Садыбек Тугел (Түгел Сәдібек (казах.))                                     | Вице-президент Федерации национальных видов конного спорта                              | РОО «Ұлы Дала Қырандары»                                                   | Зарегистрирован                                                                     | 22 апреля 2019                                                             | 3 мая 2019                                                                 |
| Касым-Жомарт Токаев                                                        | Президент Республики Казахстан                                                          | «Нур Отан»                                                                 | Зарегистрирован                                                                     | 23 апреля 2019                                                             | 3 мая 2019                                                                 |
| Амангельды Таспихов                                                        | Председатель территориального объединения профсоюзов Западно-Казахстанской области      | Федерация профсоюзов Казахстана                                            | Зарегистрирован                                                                     | 25 апреля 2019                                                             | 4 мая 2019                                                                 |
| Дания Еспаева                                                              | Депутат Мажилиса VI созыва                                                              | «Ақ жол»                                                                   | Зарегистрирована                                                                    | 25 апреля 2019                                                             | 4 мая 2019                                                                 |
| Толеутай Рахимбеков                                                        | Председатель правления НАО «Национальный аграрный научно-образовательный центр»         | «Ауыл»                                                                     | Зарегистрирован                                                                     | 26 апреля 2019                                                             | 6 мая 2019                                                                 |
| Жамбыл Ахметбеков                                                          | Депутат Мажилиса VI созыва                                                              | КНПК                                                                       | Зарегистрирован                                                                     | 26 апреля 2019                                                             | 6 мая 2019                                                                 |
| Амиржан Косанов                                                            | Президент Центра социально-экономических и общественно-политических инициатив «Реформа» | ОО "Объединённое национал-патриотическое "Движение «Ұлт тағдыры»           | Зарегистрирован                                                                     | 27 апреля 2019                                                             | 6 мая 2019                                                                 |
| Талгат Ергалиев                                                            | Председатель РОЮЛ «Союз строителей Казахстана»                                          | РО юридических лиц «Союз строителей Казахстана»                            | Снял кандидатуру с выборов                                                          | 27 апреля 2019                                                             | —                                                                          |
| Жуматай Алиев                                                              |                                                                                         | ОО «Халық демографиясы»                                                    | Отказано в регистрации в связи с несдачей экзамена на знание государственного языка | 28 апреля 2019                                                             | —                                                                          |

## Предвыборная кампания
Предвыборная агитация стартовала 11 мая и продлилась до полуночи 8 июня 2019 года. Агитация могла осуществляться тремя основными способами: через средства массовой информации; путём проведения публичных предвыборных мероприятий, а также личных встреч кандидатов и их доверенных лиц с избирателями; путём выпуска и распространения печатных, аудиовизуальных и иных агитационных материалов. Все СМИ страны должны были соблюдать нейтралитет и не вести агитацию за или против конкретного кандидата. До 5 мая все издания должны были опубликовать сведения о размере оплаты, условиях и порядке предоставления эфира и печатной площади, а также предоставить эти данные в ЦИК для размещения на её официальном сайте.

### Избирательные фонды
Согласно постановлению ЦИК Казахстана максимальный размер избирательного фонда кандидата в президенты Казахстана может составить не более 1 млрд 147 млн тенге. При этом собственные средства кандидата и взнос выдвинувшего его общественного объединения могут составить не более 510 млн, а добровольные пожертвования не более 637,5 млн тенге. Законодательством запрещено внесение анонимных пожертвований, они будут обращены в доход республиканского бюджета. Расходы кандидатов на агитацию в средствах массовой информации не могут превышать 7,3 млн тенге.
По состоянию на 17 мая наиболее большая сумма была собрана на избирательном счету Касым-Жомарта Токаева и составила 1,024 млрд тенге, а самыми малыми стали фонды Садыбека Тугела (76,1 млн.) и Амиржана Косанова (76,6 млн.). Общие расходы всех кандидатов на ведение агитационной деятельности составили порядка 867 млн тенге из 1 млрд. 838 млн собранных средств.
По состоянию на 29 мая 2019 года общий размер собранных средств составил 2,553 млрд тенге, а расходов — 1,586 млрд.

## Дебаты
14 мая 2019 года было объявлено о проведении телевизионных дебатов между кандидатами на должность президента. Они были назначены на 29 мая и должны пройти в прямом эфире телеканала «Хабар». Затраты на проведение мероприятия составили 41 млн тенге.
В телевизионных дебатах приняли участие четыре кандидата в президенты (Жамбыл Ахметбеков, Амиржан Косанов, Амангельды Таспихов и Садыбек Тугел) и три представителя кандидатов (Азат Перуашев представлял Данию Еспаеву, Али Бектаев — Толеутая Рахимбекова, Маулен Ашимбаев — Касым-Жомарта Токаева). Дебаты прошли в три раунда. В рамках первой части все участникам был задан вопрос о развитии системы образования в Казахстане, во второй части о социальной модернизации Казахстана, а в третьей части кандидаты могли задать вопросы двум другим участникам дебатов.
По мнению Асель Абен, руководителя представительства Казахстанского института стратегических исследований при Президенте Республики Казахстан (КИСИ) в городе Алма-Ате, проведение подобных дебатов является неотъемлемой частью политической культуры в развитых странах. С одной стороны это показывает открытость и конкурентность избирательного процесса. А с другой — это ещё раз дает возможность избирателям определиться с окончательным выбором. Также она выделила то, что многие кандидаты в президенты вели дискуссию на государственном языке. Это говорит о том, что казахский язык уже приобретает статус общественно-политической значимости и активно используется в политическом поле.
По мнению политолога Аскара Нурша, отсутствие фаворитов снизило ценность дебатов, хотя для оставшихся кандидатов — это стало большой возможностью дать избирателю лучше узнать себя и добиться их расположения. Среди присутствующих кандидатов в президенты тоже присутствовали те, кто заслуживает народной поддержки. Им отсутствие ведущих конкурентов даже помогало.

## Результаты

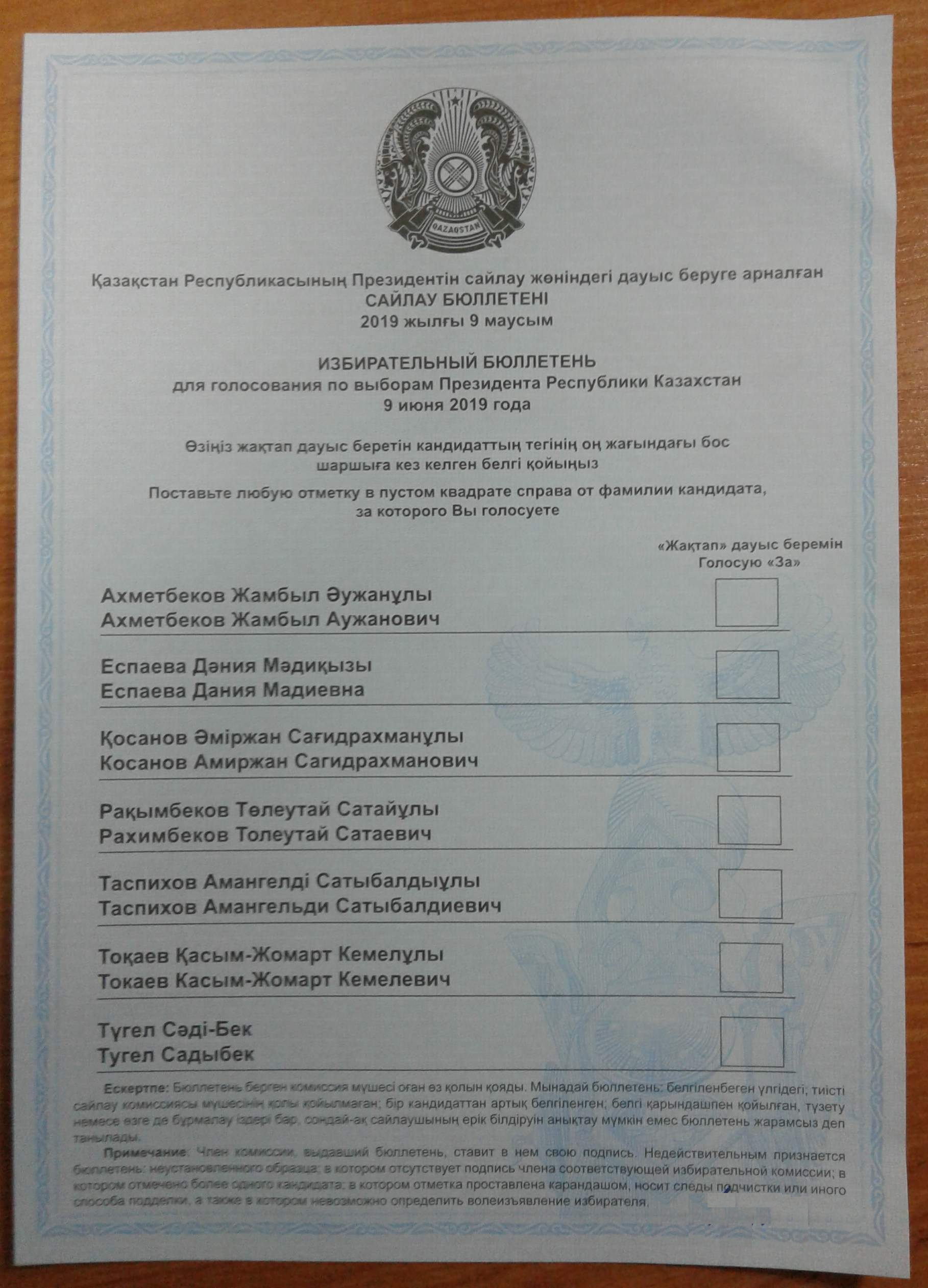
Избирательный бюллетень в Президентских выборах в Казахстане (2019)

По данным ЦИК, победу одержал действующий президент Республики Казахстан Касым-Жомарт Токаев. Он получил 6 539 715 голосов избирателей, то есть 70,96 % от принявших участие в голосовании.
Окончательная явка (принявшие участие в выборах) составила 9 274 110 человек (77,5 % от общего количества избирателей, включенных в списки).
| Место | Место | Кандидат                           | Голосов   | %     |
| ----- | ----- | ---------------------------------- | --------- | ----- |
|       | 1.    | Токаев, Касым-Жомарт Кемелевич     | 6 539 715 | 70,96 |
|       | 2.    | Косанов, Амиржан Сагидрахманович   | 1 495 401 | 16,23 |
|       | 3.    | Еспаева, Дания Мадиевна            | 465 714   | 5,05  |
|       | 4.    | Рахимбеков, Толеутай Сатаевич      | 280 451   | 3,04  |
|       | 5.    | Таспихов, Амангельды Сатыбалдиевич | 182 898   | 1,98  |
|       | 6.    | Ахметбеков, Жамбыл Аужанович       | 167 649   | 1,82  |
|       | 7.    | Садыбек Тугел                      | 84 582    | 0,92  |

|                                | Ахметбеков Ж. А. | Ахметбеков Ж. А. | Еспаева Д. М. | Еспаева Д. М. | Косанов А. С. | Косанов А. С. | Рахимбеков Т. С. | Рахимбеков Т. С. | Таспихов А. С. | Таспихов А. С. | Токаев К.-Ж. К. | Токаев К.-Ж. К. | Тугел С. | Тугел С. | итого         |
| Регион                         | голоса           | %                | голоса        | %             | голоса        | %             | голоса           | %                | голоса         | %              | голоса          | %               | голоса   | %        | проголосовало |
| ------------------------------ | ---------------- | ---------------- | ------------- | ------------- | ------------- | ------------- | ---------------- | ---------------- | -------------- | -------------- | --------------- | --------------- | -------- | -------- | ------------- |
| Акмолинская область            | 13124            | 3,05 %           | 23914         | 5,56 %        | 45802         | 10,64 %       | 20165            | 4,69 %           | 9896           | 2,30 %         | 314859          | 73,16 %         | 2599     | 0,60 %   | 430359        |
| Актюбинская область            | 3794             | 0,79 %           | 42751         | 8,85 %        | 69472         | 14,39 %       | 14958            | 3,10 %           | 9186           | 1,90 %         | 340979          | 70,62 %         | 1680     | 0,35 %   | 482820        |
| Алматинская область            | 10138            | 0,81 %           | 20508         | 1,64 %        | 207431        | 16,60 %       | 26711            | 2,14 %           | 8720           | 0,70 %         | 967042          | 77,40 %         | 8895     | 0,71 %   | 1249445       |
| Атырауская область             | 1761             | 0,61 %           | 11126         | 3,86 %        | 65436         | 22,69 %       | 3523             | 1,22 %           | 4993           | 1,73 %         | 199718          | 69,24 %         | 1882     | 0,65 %   | 288439        |
| Восточно-Казахстанская область | 15838            | 1,93 %           | 51074         | 6,24 %        | 126339        | 15,43 %       | 16419            | 2,01 %           | 10566          | 1,29 %         | 580457          | 70,89 %         | 18102    | 2,21 %   | 818795        |
| Жамбылская область             | 8341             | 1,45 %           | 30777         | 5,35 %        | 96415         | 16,76 %       | 21400            | 3,72 %           | 10757          | 1,87 %         | 401133          | 69,73 %         | 6443     | 1,12 %   | 575266        |
| Западно-Казахстанская область  | 2854             | 0,94 %           | 4415          | 1,45 %        | 63355         | 20,85 %       | 2923             | 0,96 %           | 5159           | 1,70 %         | 223937          | 73,69 %         | 1237     | 0,41 %   | 303880        |
| Карагандинская область         | 11454            | 1,60 %           | 44526         | 6,22 %        | 125203        | 17,49 %       | 21762            | 3,04 %           | 6299           | 0,88 %         | 501947          | 70,12 %         | 4654     | 0,65 %   | 715845        |
| Костанайская область           | 2025             | 0,41 %           | 43789         | 8,96 %        | 51951         | 10,63 %       | 14131            | 2,89 %           | 17854          | 3,65 %         | 357633          | 73,17 %         | 1365     | 0,28 %   | 488748        |
| Кызылординская область         | 2015             | 0,51 %           | 16783         | 4,22 %        | 68804         | 17,32 %       | 3226             | 0,81 %           | 2896           | 0,73 %         | 299192          | 75,32 %         | 4333     | 1,09 %   | 397249        |
| Мангистауская область          | 6158             | 2,32 %           | 12911         | 4,86 %        | 86958         | 32,73 %       | 3069             | 1,16 %           | 7236           | 2,72 %         | 147495          | 55,52 %         | 1827     | 0,69 %   | 265654        |
| Павлодарская область           | 4949             | 1,11 %           | 27450         | 6,16 %        | 63895         | 14,33 %       | 16923            | 3,79 %           | 3226           | 0,72 %         | 327277          | 73,39 %         | 2221     | 0,50 %   | 445941        |
| Северо-Казахстанская область   | 10409            | 3,26 %           | 9802          | 3,07 %        | 32754         | 10,26 %       | 12963            | 4,06 %           | 19419          | 6,08 %         | 232284          | 72,75 %         | 1660     | 0,52 %   | 319291        |
| Туркестанская область          | 10684            | 1,07 %           | 28887         | 2,89 %        | 178498        | 17,88 %       | 45055            | 4,51 %           | 10788          | 1,08 %         | 720855          | 72,21 %         | 3487     | 0,35 %   | 998254        |
| город Нур-Султан               | 15026            | 3,23 %           | 36099         | 7,76 %        | 91038         | 19,57 %       | 27307            | 5,87 %           | 11536          | 2,48 %         | 275346          | 59,19 %         | 8838     | 1,90 %   | 465190        |
| город Алма-Ата                 | 39375            | 6,70 %           | 43489         | 7,40 %        | 50366         | 8,57 %        | 19982            | 3,40 %           | 30560          | 5,20 %         | 392167          | 66,73 %         | 11754    | 2,00 %   | 587693        |
| город Шымкент                  | 9704             | 2,53 %           | 17413         | 4,54 %        | 71684         | 18,69 %       | 9934             | 2,59 %           | 13807          | 3,60 %         | 257394          | 67,11 %         | 3605     | 0,94 %   | 383541        |
| Всего                          | 167649           | 1,82 %           | 465714        | 5,05 %        | 1495401       | 16,23 %       | 280451           | 3,04 %           | 182898         | 1,98 %         | 6539715         | 70,96 %         | 84582    | 0,92 %   | 9216410       |

### Явка избирателей
На выборах президента Республики Казахстан 9 июня 2019 года проголосовало 77,4 % казахстанцев от общего количества избирателей, включённых в списки. Наименьшая явка избирателей отмечена в крупнейшем городе Казахстана — Алма-Ате, составив всего 52,2 %, связанная с тем, что жители по неизвестным причинам не получили персональных бумажных приглашений на «Президентские выборы-2019» с указанием ФИО избирателя, адреса и номера избирательного участка. Наибольшая явка избирателей отмечена в Алматинской области, составив 89,0 %.
| Области и города Республиканского значения | Избиратели | Избиратели |
| Области и города Республиканского значения | Количество | %          |
| ------------------------------------------ | ---------- | ---------- |
| Акмолинская область                        |            | 83,4 %     |
| Актюбинская область                        |            | 84,9 %     |
| Алматинская область                        |            | 89,0 %     |
| Атырауская область                         |            | 71,2 %     |
| Восточно-Казахстанская область             |            | 84,9 %     |
| Жамбылская область                         |            | 81,3 %     |
| Западно-Казахстанская область              |            | 66,3 %     |
| Карагандинская область                     |            | 77,3 %     |
| Костанайская область                       |            | 84,1 %     |
| Кызылординская область                     |            | 81,6 %     |
| Мангистауская область                      |            | 68,9 %     |
| Павлодарская область                       |            | 81,2 %     |
| Северо-Казахстанская область               |            | 79,8 %     |
| Туркестанская область                      |            | 84,8 %     |
| город Алма-Ата                             |            | 52,2 %     |
| город Шымкент                              |            | 67,6 %     |
| город Нур-Султан                           |            | 68,9 %     |

### Экзитполы
По результатам экзит-полла, голоса избирателей распределились следующим образом: Касым-Жомарт Токаев — 70,13 %, Амиржан Косанов — 15,39 %, Дания Еспаева — 5,32 %, Жамбыл Ахметбеков — 3,86 %, Толеутай Рахимбеков — 3,03 %, Амангелды Таспихов — 1,41 %, Садыбек Тугел — 0,86 %

## Инаугурация
12 июня 2019 года во Дворце Независимости состоялась церемония инаугурации (вступления в должность Президента) Токаева. Председатель ЦИК РК Берик Имашев вручил Касым-Жомарту Токаеву удостоверение избранного президента.

## Нарушения

### Подготовка к выборам
В рамках сбора подписей кандидатами наблюдались нарушения. Так, в одном из высших учебных заведений было предложено подписывать листы, на которых не были указаны данные кандидата.
Согласно законодательству Казахстана запрещено проводить опросы, не удовлетворяющие требованиям. К таким нарушениям относится проведение опросов в социальных сетях, за что были оштрафованы двое граждан.

### Приглашения на выборы
За несколько дней до выборов все жители Республики Казахстан согласно правилам должны были получить от городских и областных избирательных комиссий персональное бумажное приглашение на «Президентские выборы-2019» с указанием ФИО избирателя, адресом и номером избирательного участка. Однако по неизвестным причинам многие жители крупнейшего города республики Алма-Аты не получили своих приглашений на выборы впервые за всю историю проведения выборов в стране. Председателем избирательной комиссии по городу Алма-Ате является заместитель председателя правления АО «Центр развития Алматы» Жанна Асанова.

### Во время выборов
Генеральной прокуратурой во время проведения выборов установлено 19 выявленных нарушений, заведены дела об административном правонарушении. Из них 12 нарушений связано с выдачей членом участковой избирательной комиссии бюллетеней гражданам для осуществления голосований за других лиц, 6 нарушений были связаны с тем, что отдельные избиратели хотели проголосовать вместо другого избирателя. Независимыми наблюдателями и журналистами зафиксированы на видео многочисленные нарушения выборов такие как вброс, использования исчезающих чернил, голосование за других людей

## Наблюдение за выборами

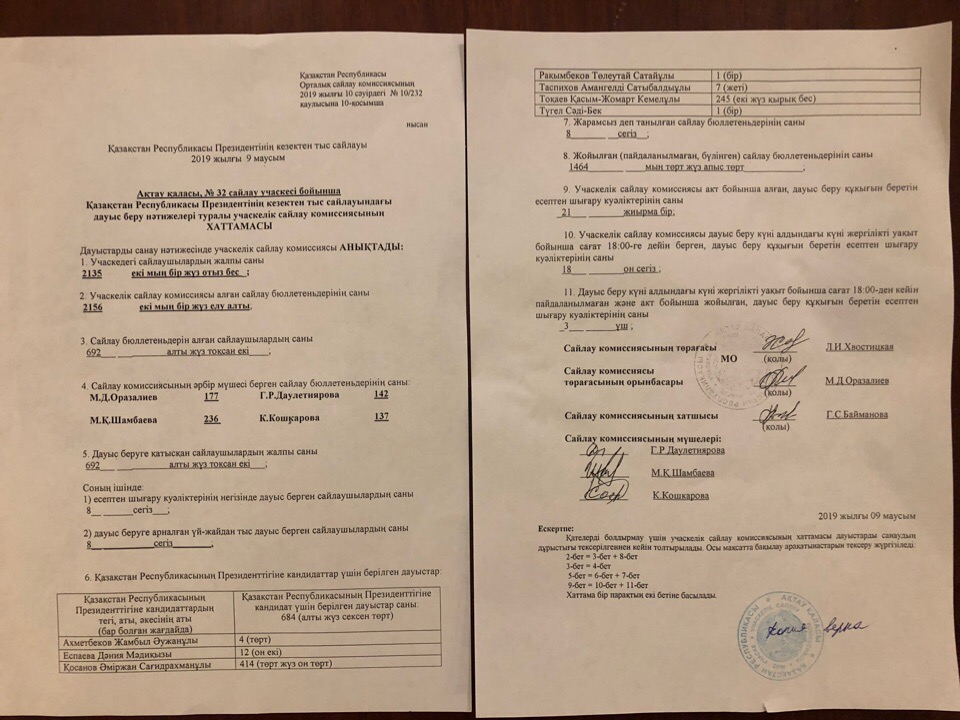
Протокол участковой избирательной комиссии № 32 города Актау (областной центр Мангистауской области). Протокол сфотографирован международным наблюдателем из России, депутатом Госсовета Татарстана, Артёмом Прокофьевом. Результат на этом участке: явка 32 % (692 человека из 2135 зарегистрированных избирателей); у лидера оппозиции Амиржана Косанова: 60% (414 голосов), у президента Казахстана Касым-Жомарт Токаева: 35% (245 голосов). (Для сравнения по официальным данным явка в Мангистауской области составляет 69 %, результат Косанова 33%, Токаева 56%. Данные по городу или по отдельным участком не опубликованы).

По состоянию на 6 мая 2019 года несколько миссий по наблюдению за выборами заявили о своём интересе. Среди них СНГ, Межпарламентская Ассамблея государств-участников СНГ, Бюро по демократическим институтам и правам человека Организации безопасности и сотрудничества в Европе (БДИПЧ/ОБСЕ) по наблюдению за выборами, Шанхайская организация сотрудничества и Организация исламского сотрудничества.
15 мая для наблюдателей от НПО Алма-Аты и 12 этнокультурных центров Ассамблеи народа Казахстана, студентов городских вузов было проведено обучение на базе гражданской платформы «Аманат». Всего планируется обучить по этой программе не менее 10 тысяч независимых наблюдателей.
На 31 мая количество наблюдателей от международных организаций и иностранных государств составляет 967 человек, а Министерством иностранных дел было аккредитовано 227 зарубежных корреспондентов из более 40 стран мира.
В ходе президентских выборов выявлено 19 нарушений.

### ОБСЕ
8 мая 2019 года была открыта миссия БДИПЧ/ОБСЕ по наблюдению за выборами президента Казахстана. В составе команды наблюдателей, по словам главы миссии — Уршулы Гацек, есть эксперты из Великобритании, Испании, Германии, Беларуси, Польши, которые будут работать не только до выборов, но и после. Всего в составе миссии было зарегистрировано 22 долгосрочных наблюдателя.
Согласно промежуточному отчёту миссии от 24 мая, избирательная кампания малозаметна и ограничивается агитационными плакатами и рекламными щитами. Проведение избирательной кампании строго регулируется, и кандидаты могут проводить публичные собрания или мероприятия только с разрешения местных органов власти, заявка на получение, которого должна быть подана за 10 дней до планируемого мероприятия.

### СНГ
20 мая была открыта миссия Содружества Независимых Государств. По словам исполнительного секретаря СНГ Виктора Гуминского, предполагается, что в составе миссии от СНГ будет порядка 300 наблюдателей. Они будут представлять все страны содружества. На сегодняшний день уже подали заявления на аккредитацию порядка 90 представителей стран содружества. Эти заявления продолжают поступать. Официально были получены заявления пока от четырёх стран: Россия, Беларусь, Таджикистан и Туркменистан, а также от МПА СНГ. Будут работать долгосрочные наблюдатели — порядка 20 человек из числа дипкорпуса, аккредитованного в Нур-Султане, а также исполнительного комитета СНГ.

## Акции протеста
В день выборов 9 и 10 июня в городах Нур-Султан и Алма-Ата прошли несанкционированные акции протеста. Протестные акции в Алма-Ате состоялись на площади «Астана» и на примыкавших к ней проспекте Абылай хана и улице Панфилова, которые вместе с площадью в 2017—2018 годах по рекомендации Фонда Сорос Казахстан были преобразованы в общественные пространства для реализации свободы выражения и коллективного решения локальных проблем. В Нур-Султане акции прошли на проспекте Республики у дворца «Жастар». МВД РК сообщило, что в Нур-Султане протестующими применялись броски камнями, попадающимися под руку предметами и использовались перцовые баллончики из-за чего трое полицейских получили травмы. По официальным сообщениям подразделениями МВД, полиции и Национальной гвардии были приняты меры для обеспечения общественной безопасности и правопорядка, площади и улицы очищены от протестующих путём разгона и задержаний. По заявлению первого заместителя МВД РК Марата Кожаева 9 июня в ходе протестов были задержаны около 500 человек. Среди задержанных в беспорядках есть и местные журналисты. 18 июня появились сообщения о задержании около 4 тысяч человек во всех городах Казахстана. Задержаны оператор интернет-издания «Vlast.kz» Екатерина Суворова, журналист «Азаттык» Пётр Троценко и политолог Димаш Альжанов, работающий в НКО «Центр Исследования Правовой Политики». Британский журналист Крис Риклтон, работающий в агентстве Франс-Пресс, сообщил в «Твиттере», что тоже задержан. Крис Риклтон и его коллега провели два часа в местной РУВД, пока в дело не вмешался заместитель министра иностранных дел Роман Василенко. Он позвонил журналистам и принес свои извинения, после чего их отпустили. 10 июня на несанкционированной акции был задержан акын Ринат Заитов, где его выступление снимал 31 канал, зафиксировавший на видео также и его задержание. Вскоре после проведения праворазъяснительной беседы, Заитов был отпущен домой. Однако поздним вечером перед зданием департамента полиции собрались граждане в поисках Заитова и требовали его освободить. После их информирования о том что Заитов находится дома, расходиться не пожелали. По требованию правоохранительных органов Заитова доставили из дому к месту сбора граждан, где он выступил, призвав не нарушать закон, выполнять законные требования сотрудников правоохранительных органов и попросил их разойтись по домам и не поддаваться на провокации. Во второй день протестов, по заявлению советника МВД РК Нурдильды Ораза, были задержаны около 200 человек, 150 из них привлечены к ответственности. В целом за два дня в городах Алматы и Нур-Султан были задержаны 957 человек. Президент Казахстана Касым-Жомарт Токаев призвал митингующих к диалогу.

### Позиция официальных властей
По мнению официальных властей протесты вызваны попытками дестабилизировать общественную обстановку со стороны радикально настроенных элементов путём организации и проведения несанкционированных акций. Власти считают протестные действия агитированными со стороны зарубежных «руководителей экстремистских организаций», имея в виду в основном бывшего казахстанского политика и оппозиционера Мухтара Аблязова и его движение «Демократический выбор Казахстана», признанного в республике экстремистской организацией. Аблязов первым выступил с идеей бойкота выборов и проведением протестной акции. Казахстанская власть 2009 году предъявила обвинение в злоупотреблениях и махинациях в адрес Аблязова и отстранила его от должности главы БТА Банка, из-за чего вскоре Аблязов сбежал за границу и был заочно осужден в Казахстане.

### Позиция протестующих
Протестующие считали выборы несправедливыми и недемократичными, а их результаты — предопределёнными и, призывали бойкотировать досрочные выборы президента. Также они выражали протесты против смены названия столицы и ныне действующей власти, которая по их мнению, все ещё была в руках экс-президента Назарбаева, а Касым-Жомарт Токаев лишь являлся его «политической марионеткой». Сторонники Аблязова считали, что «назарбаевская власть» предъявила ему ложные обвинение в мошенничестве с целью его ареста, истинными причинами которого являлись неудобные для действующей власти его оппозиционные взгляды, разные выступления и высказывание, из-за чего он был вынужден скрываться за рубежом, а его движение «Демократический выбор Казахстана» объявлено экстремистским на территории Республики.

### Международные наблюдатели
Наблюдатели из СНГ отметили, что не наблюдали нарушение порядка проведение выборов, что выборы прошли спокойно, организованно и свободно. Наблюдатели из СНГ в целом дали высокую оценку выборам. Противоположную сторону заняли международные наблюдатели из ОБСЕ, по их мнению выборы не продемонстрировали свою демократичную подлинность и что Казахстану все ещё необходимы значительные политические, социальные и правовые реформы для усиления демократии, прав и свобод человека, они заявили, что всегда готовы к сотрудничеству с Казахстаном для проведения таких действий. Также наблюдатели из СНГ заявили, что не наблюдали никаких протестных акции и задержаний, а люди ОБСЕ наоборот наблюдали за протестами и сочли действия казахстанских властей явным нарушениям основ свободы и демократии и неуважением к собственному народу. Наблюдатели ОБСЕ решили остаться в Казахстане на 1 неделю из-за обеспокоенности судьбами протестующих.